# Thiên hà hình hạt đậu

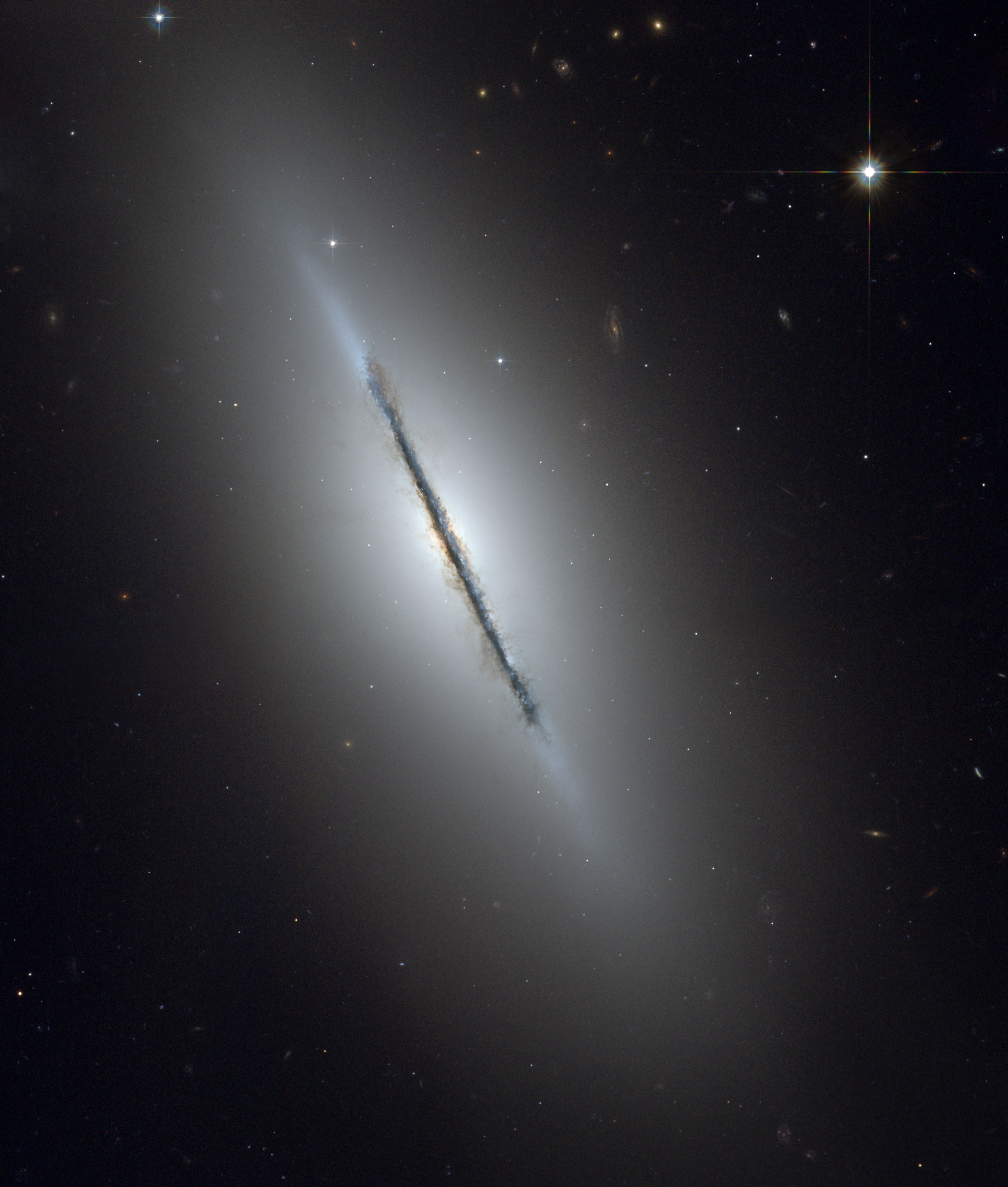
The NGC 5866.

Thiên hà hình hạt đậu hay thiên hà thấu kính là loại thiên hà nằm trung gian giữa một thiên hà elip và thiên hà xoắn ốc trong phân loại hình thái của thiên hà. Thiên hà hạt đậu là những thiên hà hình đĩa (giống các thiên hà xoắn ốc) đã sử dụng hết hoặc mất hầu hết khối lượng liên sao của nó và do đó có rất ít sự hình thành sao đang diễn ra. Tuy nhiên, chúng còn giữ một lượng đáng kể bụi trong đĩa của chúng.